# Cicloartenolo 24-C-metiltransferasi
La cicloartenolo 24-C-metiltransferasi è un enzima appartenente alla classe delle transferasi, che catalizza la seguente reazione:
S-adenosil-L-metionina + cicloartenolo ⇄ S-adenosil-L-omocisteina + (24R)-24-metilcicloart-25-en-3β-olo
La S-adenosil-L-metionina metila la faccia Si del doppio legame 24(25), con eliminazione di un atomo di idrogeno dal gruppo metilico pro-Z al C-25.